# Gainfurter Markung
Die Gainfurter Markung ist eine Gemarkung im unterfränkischen Landkreis Main-Spessart.
Die Gemarkung liegt vollständig auf dem Gebiet von Karlstadt und hat eine Fläche von 142,80 Hektar.
Der Flächenzuschnitt der Gemarkung ist ein leicht gebogener, etwa zwei Kilometer langer und siebenhundert Meter breiter Streifen nördlich der Mitte des Mains flussabwärts von Gambach. Die Bebauung auf der Gemarkung besteht aus einigen Wohngebäuden von Gambach und dem nördlichen Teil der Staustufe Harrbach.
Die benachbarten Gemarkungen der Gainfurter Markung sind Wernfeld, Gambach, Karlstadt, Karlburg und Harrbach.
Im Dezember 1859 wurde die Gainfurter Markung der politischen Gemeinde Gambach und dem königlichen Landgericht Karlstadt zugeteilt.